# 카탈루냐 내셔널리즘
카탈루냐 내셔널리즘 혹은 카탈루냐 민족주의(카탈루냐어: Nacionalisme català)는 카탈루냐가 자치를 요구하거나 완전히 독립 국가가되는 것을 목표로 정치 운동 및 지역 민족주의이다. 1830년대에 문화 운동 카탈라니즘(Catalanisme, 카탈루냐는 스페인과 다른 역사와 문화를 가진 곳으로, 그 독자성의 가치를 인정하고 보존해 나가려는 정치적 신조)로 태어난 것이 1890년대에 명확하게 되었다. 카탈루냐의 정치 운동과 결합하여 20세기 초에 관념으로 형성되었다.
카탈로니아의 역사적 뿌리 조안 푸 스터 (Joan Fuster)에 따르면, "스페인어"가 있기 때문에 "카탈로니아 어"가 있으며 카탈로니아 어는 카탈로니아 인 권리를 제거한 후 수세기 동안 구조화되어있다. 이 권리의 상실은 18 세기에 처음으로 1700년에 카탈로니아 어가 금지 된 북부 카탈로니아에서 피레네 조약의 영향을 받는 영토에서, 그리고 나중에 공국에서 필립 5 세가 승인 한 새로운 식물 법령의 적용으로 공국에서 발생한다. 1716년 카스티야 (공식적으로 "스페인과 인도") 카탈로니아어 언어, 문화 및 제도에 대한 탄압은 19 세기와 20 세기 동안 프리모 데 리베라와 프란시스코 프랑코의 독재와 함께 계속될 것이다. 역사적으로 카탈로니아주의는 우선 르네상스 시대의 문화 운동으로 구조화되었다.1859년 꽃 게임의 복원과 같은 이니셔티브와 함께 수 세기의 글로시 우스 이후 카탈로니아 어 언어와 문화의 사회적 명성을 회복하려고 한다. . 결과적으로 카탈로니아주의는 또한 정치 운동으로 구성된다. 이 사건은 1892년 구 카탈루냐 헌법의 복원을 옹호했던 소위 Bases de Manresa가 카탈로니아 의회에 의해 승인되어 1714년까지 카탈로니아에서 높은 주권을 부여 받았을 때 발생했다. 현재 카탈로니아 주의자임을 선언하는 당사자 또는 개인은 카탈로니아 또는 카탈로니아 국가가 국가이므로 높은 수준의 자치 정부가 필요하다고 생각한다. 그러나 대안은 카탈로니아가 역사적 권리를 행사해야하는 틀과 관련하여 다양하다. 따라서 한 당사자는 자체 결정을 통해 카탈로니아 사람들의 주권에 도달하기로 선택하는 반면, 다른 당사자는 현재 자율적 체제 내에서 자치 정부의 확장을 선호하거나 새로운 연방 체계의 수립을 선택한다.

## 같이 보기
- 카탈루냐어권